# La Roque-Alric
La Roque-Alric is een gemeente in het Franse departement Vaucluse (regio Provence-Alpes-Côte d'Azur) en telt 71 inwoners (2009). De plaats maakt deel uit van het arrondissement Carpentras.

## Geografie
De oppervlakte van La Roque-Alric bedraagt 4,9 km², de bevolkingsdichtheid is dus 14,5 inwoners per km².
De onderstaande kaart toont de ligging van La Roque-Alric met de belangrijkste infrastructuur en aangrenzende gemeenten.

## Demografie
Onderstaande figuur toont het verloop van het inwonertal (bron: INSEE-tellingen).